# Ган Яфе
Ган Яфе (также Гон Яфе, от древневрейского др.-евр. גן יפה‬ — «Прекрасный сад»; ранее путевой дворец Екатерины II, дом Ламбро Качиони) — бывшее имение в окрестностях Белогорска, принадлежавшее в XIX — начале XX века совместно братьям караимам Симхе Соломоновичу Бобовичу и Бабакаю Соломоновичу Бобовичу. Главное здание имения первоначально — путевой дворец Екатерины II, впоследствии принадлежавшее графу А. А. Безбородко и Ламбросу Качиони, у наследника которого оно было куплено Бобовичами. По состоянию на 2025 год здание бывшего дворца заброшено.
Усадебный дом расположен на холме, у южной окраины Белогорска, недалеко от слияния рек Биюк-Карасу и Тонасу. От фасада открывается панорамный вид на город с окрестностями и скалу Ак-Кая

### Путевой дворец Екатерины II
Земли в долинах Биюк-Карасу и Тонасу в Крымском ханстве принадлежали татарской знати, которая после присоединения Крыма к Российской империи выехала в Турцию. Оставленные земли, вместе с деревнями, садами и прочим, в 1784 году были «описаны в казну». В преддверии путешествия Екатерины II в Крым по пути ёе следования строилось несколько дворцов, в том числе и у Карасубазара. В 1786 году, по указанию Г. А. Потёмкина, под руководством генерал-аншефа М. В. Каховского, был построен путевой дворец. Для этого, как следует из ордера Потёмкина № 28, был перестроен некий «старый дом» и вновь устроены галерея и «прочие покои». В здании по свидетельству английского путешественника Эдварда Кларка, были устроены «спальня для императрицы с примыкающей к ней ванной комнатой, танцевальный зал, маленькую часовню и несколько других апартаментов для её свиты», отделка была выполнена дорогостоящими материалами (например, мрамором). Английский сад вокруг дворца устроил специально командированный в Крым садовник Потёмкина В. Гульд. В том же году первой посетительницей дворца была английская писательница и композитор Элизабет Кравен, которую принимали братья Василий и Михаил Каховские. Путешественница отметила «весьма хорошо сделанный к приезду Императрицы» дворец, описала открывающиеся красивые виды.
Впечатления о дворце и парке оставил Луи де Сегюр, посол Франции при дворе Екатерины II, сопровождавший императрицу в поездке в Крым. Сегюр отмечал прекрасную широкую дорогу к резиденции, «обширный английский сад и… изящнейший дворец». Императрица ночевала во дворце с 26 на 27 мая 1787 года, выехав «пополудни в 2 часа» в Старый Крым, где также был построен путевой дворец (не сохранившийся), откуда совершила поездку в Феодосию. Второй ночлег во дворце состоялся с 29 на 30 мая, после чего императрица со свитой отбыла на Бабасан.
8 ноября 1787 года ордером Потёмкина правителю Таврической области В. В. Каховскому было предписано, от имени императрицы, «тайному советнику Графу Безбородке для поселении крестьян дачу при Карасубазаре с находящимся на ней строением и всеми угодьями отмежевать ему Графу во владение». Имение тогда называлось «Александровской дачей», имело площадь земель 13293 десятины. В 1795 году дворец посетила француженка Мари Гатри, супруга Мэтью Гатри, оставив восхищённое описание парка, в котором Гульд удачно совместил старые, видимо, оставшиеся от прежнего имения деревья и кусок леса с клумбами и насаждениями в английском стиле.

## Дом Качиони
Вскоре Безбородко продаёт имение некоему коллежскому асессору «Господину Генадию», а уже от последнего усадьба перешла к Ламбросу Качиони, купившему его за «…более 40 тысяч рублей». Когда Качиони приобрёл имение пока точно не установлено. Предполагается, что это могло произойти не ранее 1796 года — в том году Качиони с семьей окончательно поселился в Крыму. Владелицей имения была его жена Мария Петровна, которая, «вступив во владения, сделала на ней заведения». Новый хозяин перестроил здание, причём о степени переделки существуют различные свидетельства. Пётр Паллас, после 1796 года, сообщает о просто перестройке, Сумароков писал, что от екатерининского дворца оставались развалины, которые Качиони разобрал «для иного построения». Но, о том, что дворец был именно перестроен, а не построен заново, кроме Палласа писали Шарль Монтадон («совершенно перестроил») и русская писательница Олимпиада Шишкина — «…от жилища Царского… остались только стены».
Ламброс Качиони умер в 1805 году при невыясненных обстоятельствах (предполагают, что был отравлен турецкими агентами), в 1808 году скончалась его вдова Мария Петровна, завещавшая имение малолетним сыновьям Ликургу и Александру, которым назначила опекунов, много лет управлявшим имением. 10 июля 1826 года Александр и Ликург поделили между собой усадьбу, а 23 февраля 1835 года Ликург Качиони продаёт свою часть (по купчей крепости — «примерно сто десятин») братьям Симхе и Бабакаю Бобовичам.
Олимпиада Шишкина в своей книге 1845 года рассказала версию, что здесь, в имении Симхи Бобовича, провела последний год своей жизни и умерла 13 декабря 1824 года баронесса Варвара Криденер. Это подтверждается данными из Русского биографического словаря, за исключением того, что в 1824 году усадьба принадлежала ещё наследникам Ламбро Качиони.

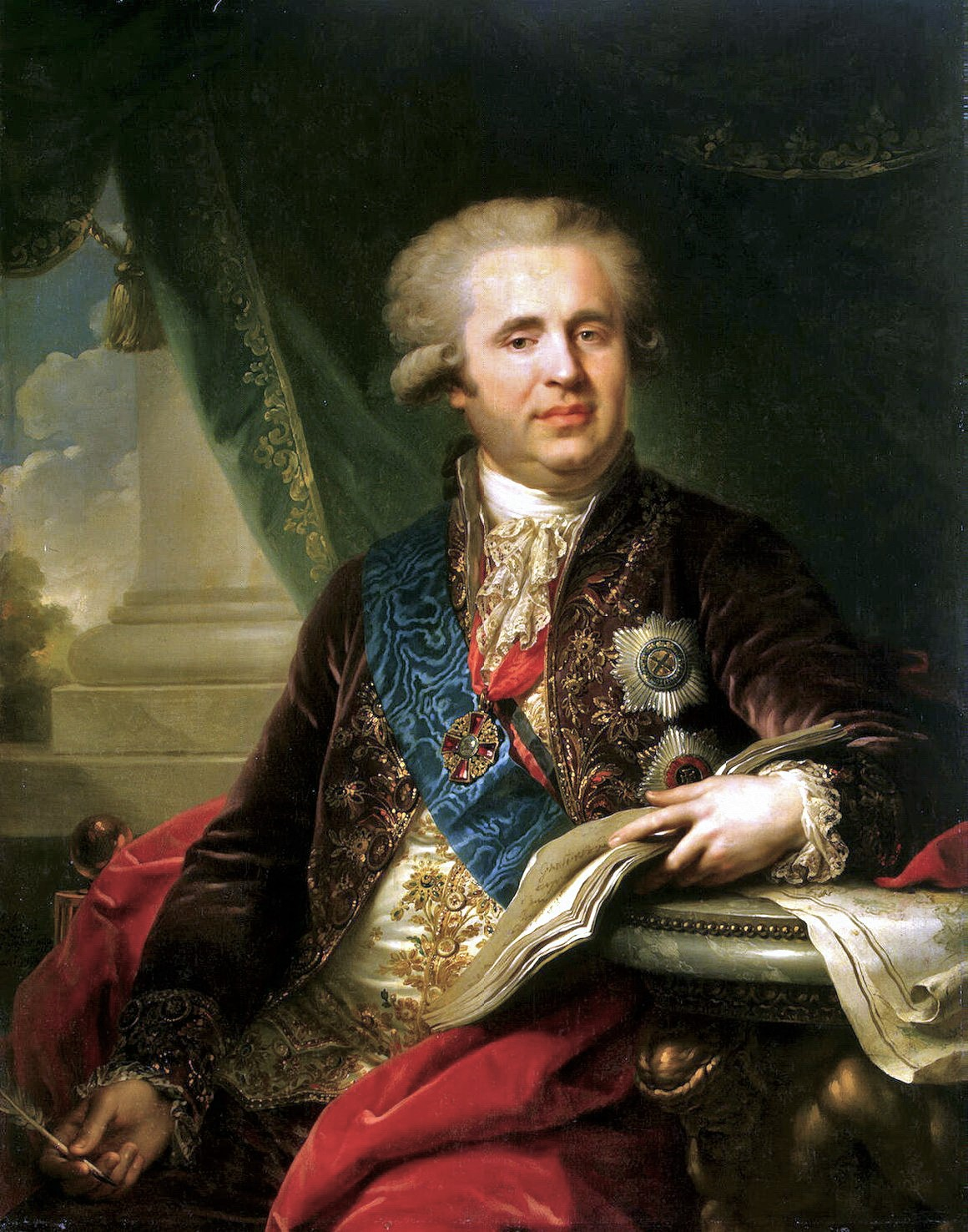
Иоганн Лампи. Портрет графа А. А. Безбородко
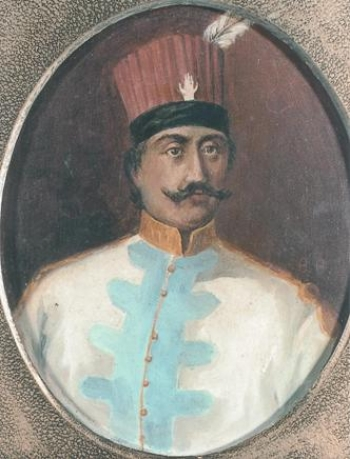
Ламброс Качиони
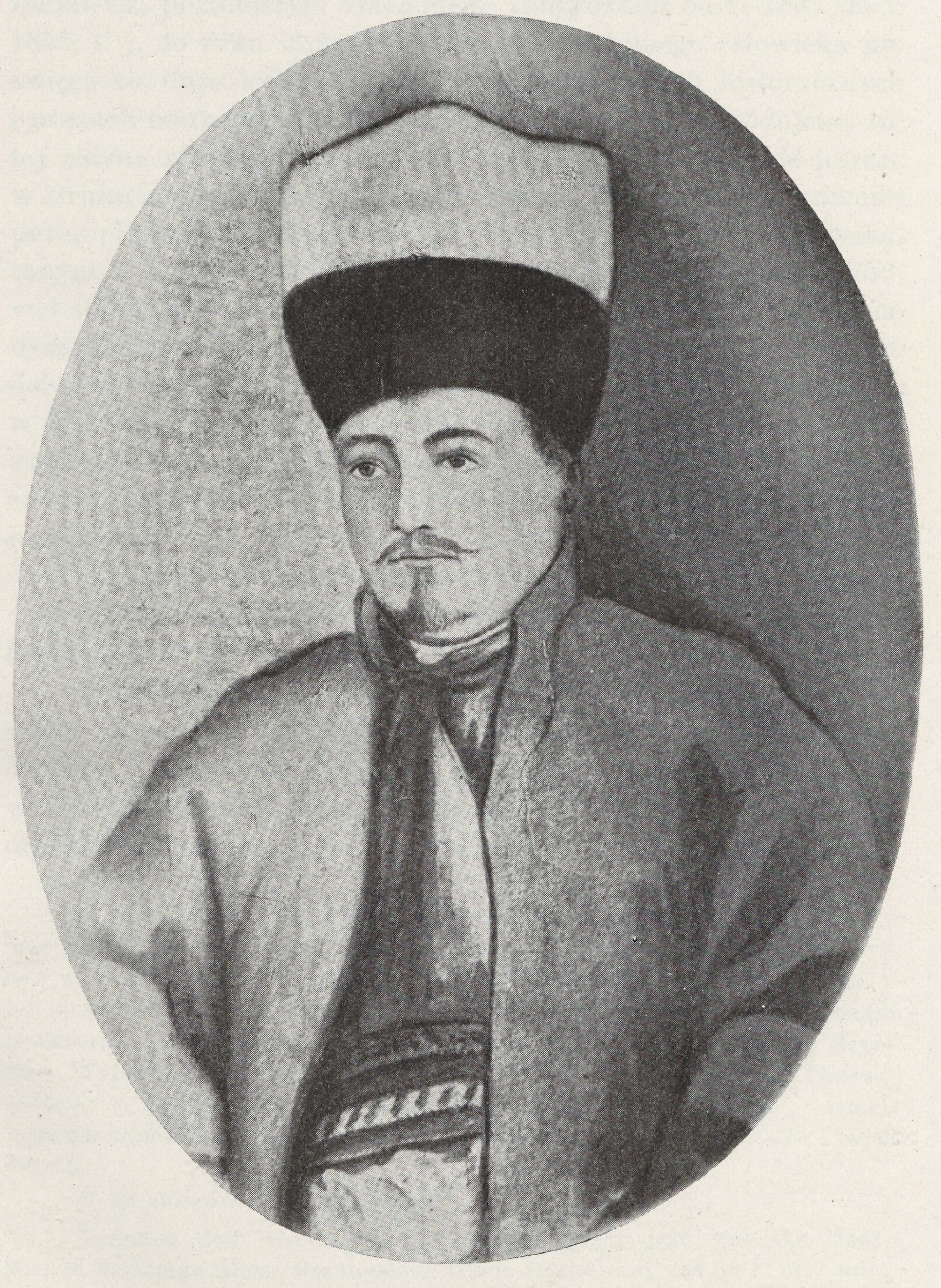
Сима Бабович
Бабакай Бабович

## Имение Бобовичей Ган Яфе
Симха и Бабакай Бобовичи, жители Евпатории и очень богатые люди, владели усадьбой совместно, но, судя по имеющимся свидетельствам, главную роль играл старший брат, который, к тому же, 4 апреля 1839 года был утверждён в должности Таврического и Одесского караимского гахама.

Имение Ган Яфе, располагавшееся на территории долин Биюк-Карасу и Тонас от источника Карасу-Баши у современной Головановки, до окраины Карасубазара по архивным данным, имело общую площадь более 5 тысяч десятин. Став гахамом, Сима Бобович выделил часть имения — водяную мельницу с прилегающим к ней садом, для финансирования целей караимской религиозной общины. Учитывая, что разговорным языком крымских караимов был крымскотатарский, это хозяйство для финансирования оправления религиозных обрядов как и у татар называлось вакуфным. В официальных документах оно фигурировало под несколько названиями: «Вакуф бахчи» («Вакуфный сад»), «Дегирмен бахчи» («Мельница с садом»), «Га-ккодеш дегирмен вэ бахчасынын» («Священная мельница с садом»), «Дегирмен вэ хашлама бахчасынынъ» («Мельница и сад»), «Тутлук» («Шелковичный сад»), «Карагач» (по названию урочища Карагач). В своём завещании, составленном в 1841 году, Сима Бобович указал
Это наше имение мы передали во владение нашего народа. С 5601 г. (1841 год) весь расход и доход должны вестись за его счет
Доход от Вакуф-Бахчи варьировался в разные годы: известно, что в 1869 году чистый доход составил 707 рублей, в 1873—1620 рублей, в 1918 году чистая прибыль превысила 10 000 рублей. Половина полученных средств выделялась караимской общине Евпатории, по 5 % — общинам в других городах Крыма, а также Одессы, Константинополя и Иерусалима.
Единственное известное описание усадьбы оставила русская писательница Олимпиада Шишкина, фрейлина Императрицы Александры Фёдоровны, побывавшая в Карасубазаре в 1845 году. Столичная дама увидела в имении запущенный парк, а внутри здания притязания на щегольство и роскошь. Шишкина отмечала провинциальную смесь стилей в меблировке: «В большой зале, между собранных из разных мест простыми, соломенными стульями, два старые красного дерева дивана, обшиты вышитом в восточном стиле атласом… В гостиной, при шёлковой во всю стену софе с бархатными подушками, рыночные стулья…». Стены украшали безвкусные картины, «поражающие своими пёстрыми красками».
Во время Крымской войны 1854—1856 годов в имении размещался госпиталь для раненых из Севастополя. В то же время, в 1855 году, имение было оценено в 174580 рублей серебром. В том же 1855 году скоропостижно умирает Сима Бобович. Везти усопшего на родовое караимское кладбище в Иосафатовой долине запретил врач (тело начало быстро разлагаться) и гахама похоронили на границе имения рядом с умершим в юном возрасте сыном Натаниэлем. Там же в 1882 году был похоронен брат Симы Бобовича Бабакай. Могилы семьи Бобовичей утрачены.

После смерти брата во владение имением вступил Бабакай Соломонович, потомки которого проживали в усадьбе до разорения имения в годы Гражданской войны. По завещанию 1876 года после смерти Бабакая Соломоновича (1882 год) и Султан Аароновны в 1884 году имение перешло к их дочерям. Одна из них, Тотеш Бабакаевна, завещала свою часть имения дочери Мирьям Эммануиловне, вышедшей замуж за Бераху Моисеевича Шишмана. С тех пор и до 1902 года усадьба находилась в совместном владении семей Бобович и Шишман: Шишманам принадлежало пять восьмых частей имения, Бобовичам — три восьмых. «Вакуф бахчи» достался Бобовичам. В 1902 году Беруха Бабакаевна Бобович и Мирьям Эммануиловна Шишман разделили имение между собой и «Вакуф бахчи» остался за Бобовичами. Владение Шишманов получило название «Марьяновка», с тех пор имения существовали раздельно и, впоследствии, на базе Марьяновки возникло отдельное селение Криничное.

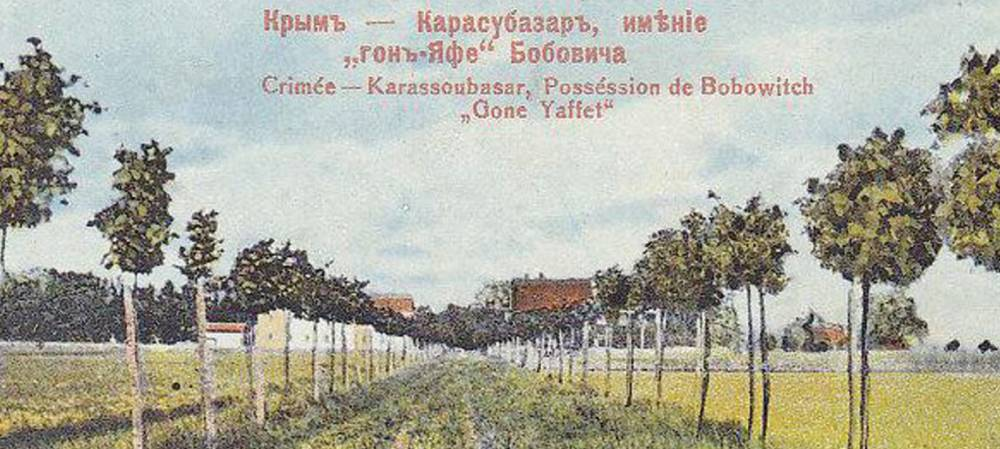
Сад в имении «Ган яфе», почтовая открытка. начало XX века
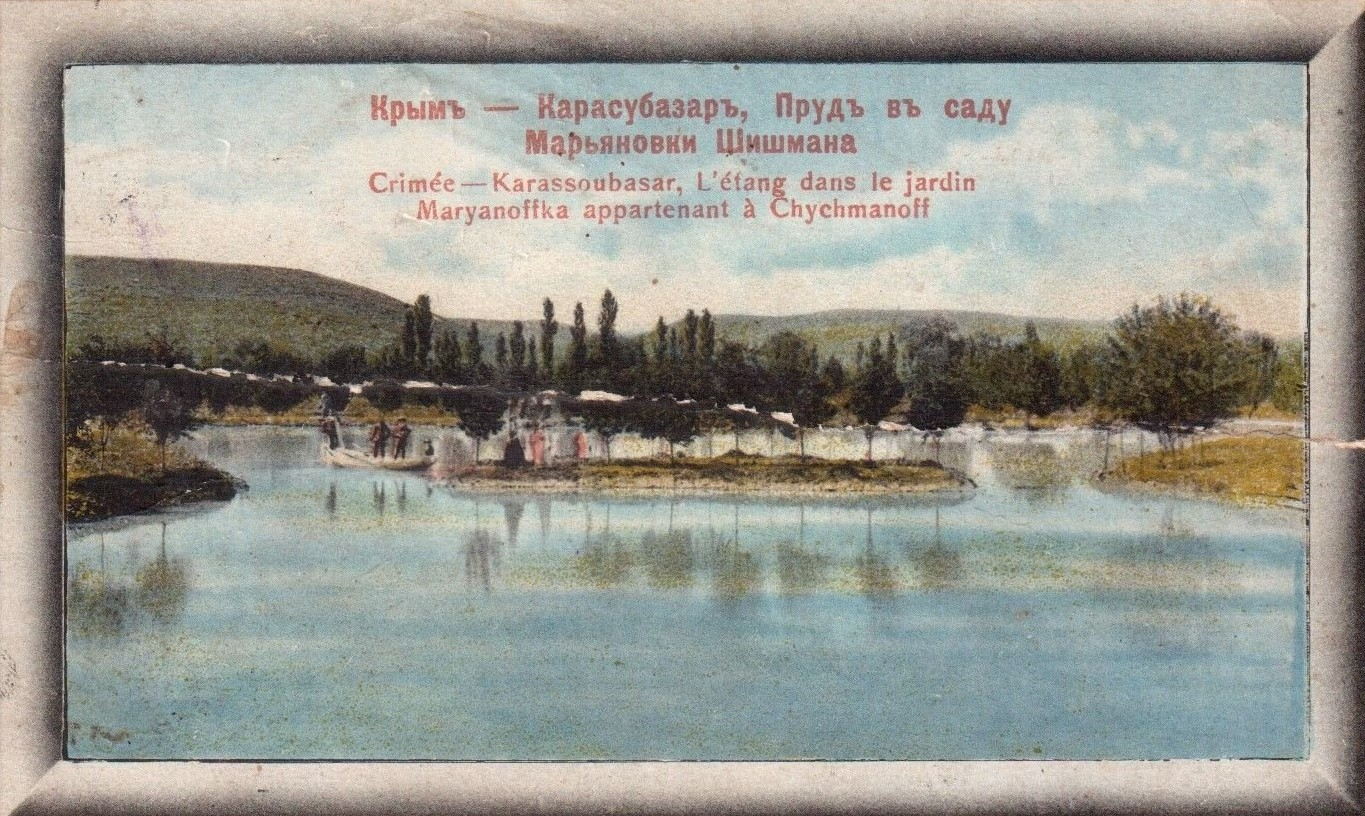
Пруд в имении Шишмана Марьяновка, почтовая открытка. начало XX века
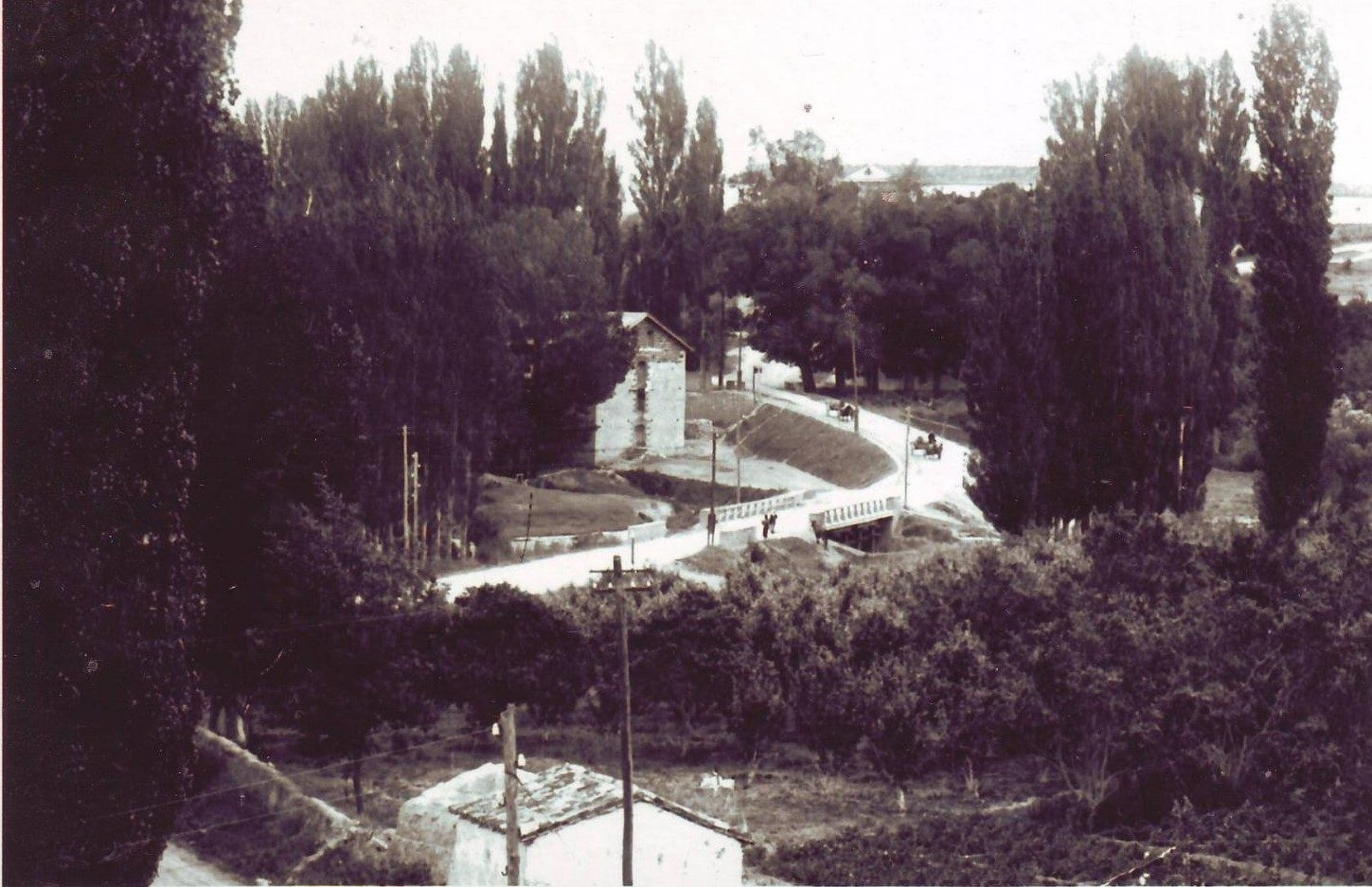
Старый мост и мельница в бывшем имении, 1930-е г.
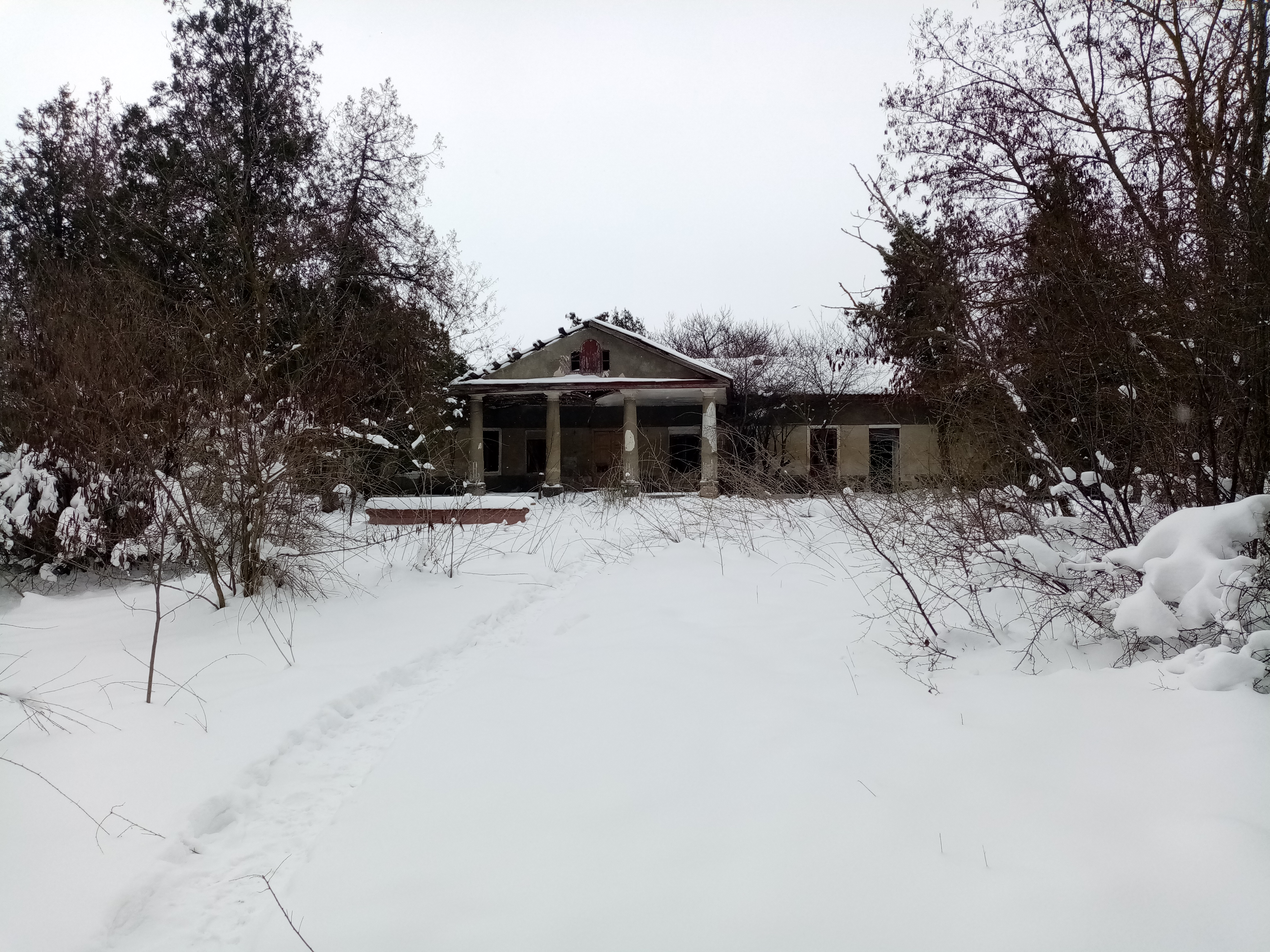
Путевой дворец Екатерины II, состояние на 2025 г.

В 14 томе книги «Полное географическое описание нашего отечества» 1910 года усадьбе посвящён отдельный абзац
Самое обширное садовое хозяйство существует в огромном имении наследников караимов Бобовича Ган Яфе, находящегося близ самого города Карасубазара, при впадении в реку Карасу ручья Теназа. Здесь во время путешествия императрицы Екатерины II для ея ночлега был специально построен дворец, от которого кроме нескольких колонн не осталось никаких следов. Тогда же императрица подарила все земли Ган-Яфе графу Безбородко, от которого они впоследствии и перешли к Бобовичу. Площадь садов в имении достигает 200 десятин
Из многочисленных потомков Бабакая Соломоновича Бобовича — если у него было две дочери, то у внука Эммануила — девять детей, наиболее известен старший сын, Бабакай (Борис) Эммануилович (1886—1921). Бабакай окончил рижский политехникум, получив специальность агронома и вернувшись в Карасубазар привел хозяйство в образцовый порядок. Выращивавшиеся в садах крымские сорта яблок отправлялись в магазины Елисеева. На реке Биюк-Карасу устроили электростанцию и электричество провели даже в свинарники, коровники и птичники. Были разведены многочисленные отары овец, в дубовых лесах имения проводились санитарные рубки, полученную древесину пилили на дранку и распускали на стружку для упаковки фруктов. При Бабакае Эммануиловиче имение стало приносить 200 тысяч рублей дохода. Также Б. С. Бобович десять лет — с 1911 года по 1921 год занимал должность городского головы Карасубазара, при нём были открыты мужская и женская гимназии. Когда, в революционное время, матросы хотели расстрелять его как «буржуя», но жителям города удалось его защитить.

## После революции
В годы революции и гражданской войны некоторых членов многочисленного семейства Бобовичей расстреляли, другие погибли от эпидемий брюшного и сыпного тифа, некоторые эмигрировали. Имение было национализировано, на его базе в 1921 году был создан совхоз «Предгорье». Судьба главного дома в предвоенное время неясна, после Великой Отечественной войны в нём размещалась районная больница, с 1967 года разместили туберкулезный диспансер.
В 2022 году историк и гебраист Михаил Кизилов предлагал, по случаю 235-летия путешествия Екатерины II, восстановить хотя бы входную часть путевого дворца — корпус с колоннами, выходящий на шоссе Белогорск — Феодосия и не являющийся частью больницы Судьба предложения неизвестна.